# Chichester District
Chichester ist ein District in der Grafschaft West Sussex in England. Verwaltungssitz ist die Stadt Chichester; weitere bedeutende Orte sind Midhurst, Fishbourne, Selsey und Westhampnett. Das Stadtrecht und die Privilegien der City of Chichester gelten nur für ein Gebiet von ca. 10,6 km².
Der Bezirk wurde am 1. April 1974 gebildet und entstand aus der Fusion des Municipal Borough Chichester, der Rural Districts Midhurst und PetworthRural sowie eines Teils des Rural District Chichester.